# Nagroda Grammy w kategorii Best Rock Album
Grammy Award for Best Rock Album – nagroda Grammy dla najlepszego rockowego albumu. Pierwszy raz nagrodę tę przyznano w 1995 roku.

## Lata 10. XXI wieku
- Nagroda Grammy w 2018
  - The War on Drugs – A Deeper Understanding
- Nagroda Grammy w 2017
  - Cage the Elephant – Tell Me I'm Pretty
- Nagroda Grammy w 2016
  - Muse – Drones
- Nagroda Grammy w 2015
  - Beck – Morning Phase

- Nagroda Grammy w 2014
  - Led Zeppelin – Celebration Day
- Nagroda Grammy w 2013
  - The Black Keys – El Camino
- Nagroda Grammy w 2012
  - Foo Fighters – Wasting Light
- Nagroda Grammy w 2011
  - Muse – The Resistance
- Nagroda Grammy w 2010
  - Green Day – 21st Century Breakdown

## Lata 00. XXI wieku
- Nagroda Grammy w 2009
  - Coldplay – Viva la Vida or Death and All His Friends
- Nagroda Grammy w 2008
  - Foo Fighters – Echoes, Silence, Patience & Grace
- Nagroda Grammy w 2007
  - Red Hot Chili Peppers – Stadium Arcadium
- Nagroda Grammy w 2006
  - U2 – How to Dismantle an Atomic Bomb
- Nagroda Grammy w 2005
  - Green Day – American Idiot
- Nagroda Grammy w 2004
  - Foo Fighters – One by One
- Nagroda Grammy w 2003
  - Bruce Springsteen – The Rising
- Nagroda Grammy w 2002
  - U2 – All That You Can’t Leave Behind
- Nagroda Grammy w 2001
  - Foo Fighters – There Is Nothing Left to Lose
- Nagroda Grammy w 2000
  - Santana – Supernatural

## Lata 90. XX wieku
- Nagroda Grammy w 1999
  - Sheryl Crow – The Globe Sessions
- Nagroda Grammy w 1998
  - John Fogerty (producent oraz wykonawca utworów) – Blue Moon Swamp
- Nagroda Grammy w 1997
  - Sheryl Crow – Sheryl Crow
- Nagroda Grammy w 1996
  - Alanis Morissette – Jagged Little Pill
- Nagroda Grammy w 1995
  - The Rolling Stones – Voodoo Lounge